# Silvère Ackermann
Pour les articles homonymes, voir Ackermann.
Silvère Ackermann, né le 30 décembre 1984 à Montréal, est un coureur cycliste suisse.

## Palmarès
- 2006
  - 3e du Grand Prix Ost Fenster
  - 3e du championnat de Suisse sur route espoirs
  - 3e du championnat de Suisse de la montagne espoirs
- 2007
  - 4e étape du Tour Nivernais Morvan
  - Martigny-Mauvoisin
  - 1re et 5e étapes du Tour de Nouvelle-Calédonie
  - 3e du Tour du Jura
- 2008
  - Sierre-Nax

## Classements mondiaux
| Année           | 2006 | 2007 | 2008 | 2009 |
| --------------- | ---- | ---- | ---- | ---- |
| UCI Europe Tour | 723e | 474e | 556e | 537e |